# Feminismo negro
O feminismo negro é a designação utilizada para nomear o movimento de mulheres atuantes tanto na esfera da discussão de gênero quanto na luta antirracista. Trata-se de um movimento político e teórico que visa a mudança social e compreende que sexismo, a opressão de classes, a identidade de gênero e o racismo estão ligados. A forma como estes se relacionam entre si é chamada de intersecionalidade. O termo Intersecionalidade foi cunhado pela jurista Kimberle Crenshaw em 1989. Em seu trabalho, Crenshaw define interseccionalidade como a interação entre diferentes formas de opressão. A autora analisa as consequências materiais e simbólicas que atingem os grupos que estão na encruzilhada de diferentes marcadores e o modo como ações e políticas específicas operam conjuntamente na criação de vulnerabilidades. Dessa forma, a experiência de ser uma mulher negra não pode ser entendida em termos de ser negro e de ser uma mulher, separadamente, mas deve incluir as interações, que frequentemente se reforçam mutuamente. Sendo assim, o racismo é resultado de um conjunto de ações discriminatórias. O feminismo em seu núcleo é um movimento para abolir as desigualdades que as mulheres enfrentam. O Coletivo Combahee River argumentou em 1974 que a libertação das mulheres negras implica a liberdade de todas as pessoas, uma vez que exigiria o fim do racismo, do sexismo e da opressão de classe.
O feminismo negro nos EUA se tornou popular na década de 1960, em resposta ao sexismo do Movimento dos Direitos Civis e do racismo do movimento feminista. A partir dos anos 1970 a 1980, as feministas negras norte-americanas formaram vários grupos que abordaram o papel das mulheres negras no nacionalismo negro, na libertação gay e na segunda onda do feminismo. Na década de 1990, a controvérsia Anita Hill colocou o feminismo negro em uma luz mainstream. Teorias feministas negras chegaram a um público mais amplo na década de 2010, como resultado da advocacia por mídia social.
As feministas negras argumentam que as mulheres negras são posicionadas dentro das estruturas de poder de maneiras fundamentalmente diferentes das mulheres brancas. Resulta daí a centralidade no feminismo negro do conceito de intersecionalidade. Os críticos do feminismo negro argumentam que as divisões raciais enfraquecem a força do movimento feminista em geral, mas também do movimento negro.
Entre as teorias que se desenvolveram fora do movimento negro feminista estão o mulherismo de Alice Walker, o revisionismo histórico com um foco maior sobre as mulheres negras.

## Principais referências do feminismo negro

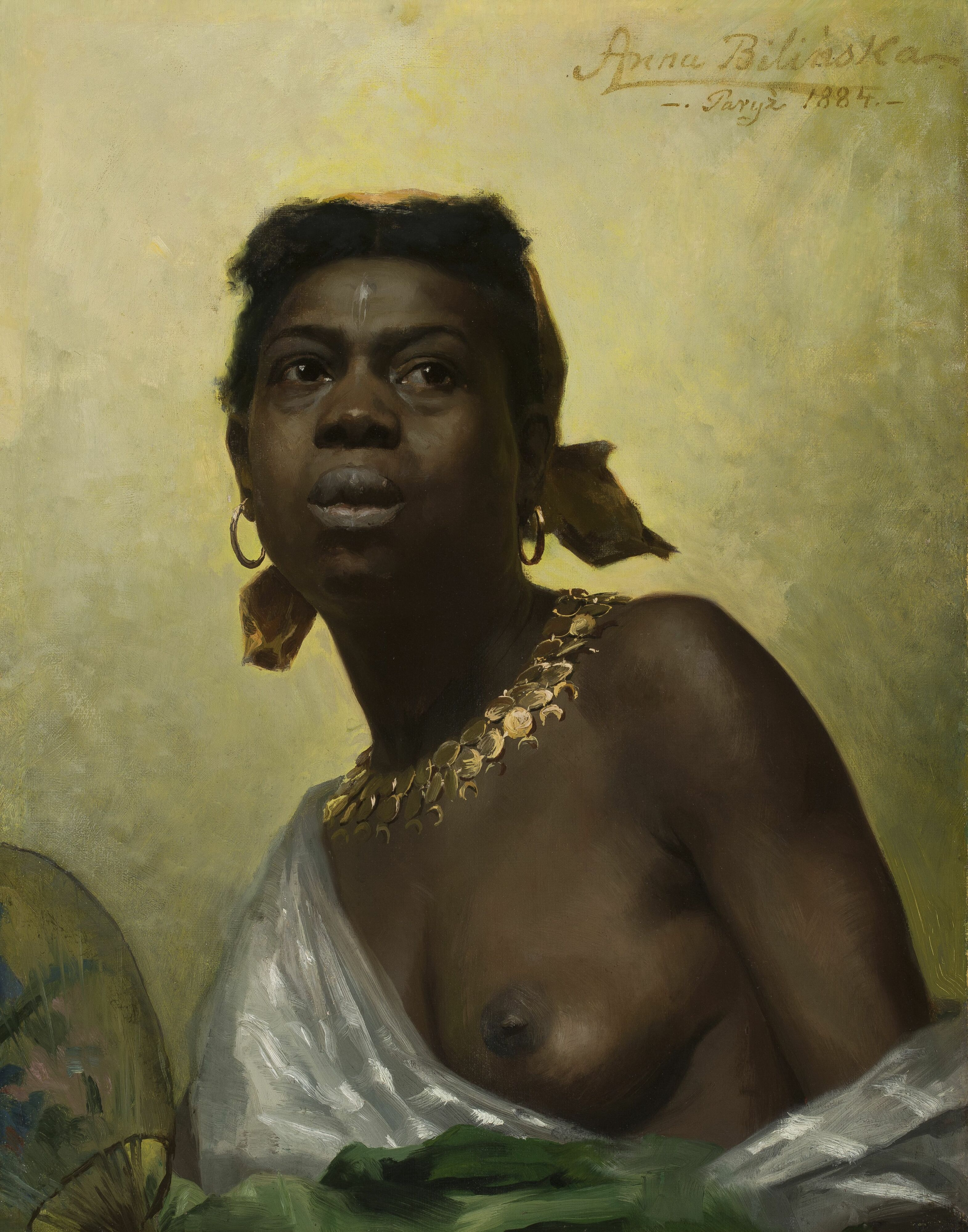
O quadro Uma negra

Algumas das principais militantes e teóricas do feminismo negro internacional são: Angela Davis, Bell Hooks, Kimberlé Williams Crenshaw, Patricia Hill Collins, Audre Lorde. No Brasil temos como destaque: Sueli Carneiro, Nilma Lino Gomes, Jurema Werneck, Lélia Gonzalez, Luiza Bairros, Nilza Iraci, Luciana de Oliveira Dias, Beatriz Nascimento, Djamila Ribeiro, Grada Kilomba e Carla Akotirene. O feminismo negro se popularizou também motivado pela cantora Beyoncé e a escritora Chimamanda Ngozi Adichie questionam o papel da mulher negra no mundo.

## Interseccionalidade
Embora feminismo negro e interseccionalidade guardem profundas relações, não são sinônimos ou nomes diferentes para o mesmo fenômeno. Interseccionalidade ou categorias de articulação é uma proposta teórica que tem por base a análise da realidade social a partir do entrelaçamento de diferenciações sociais. O feminismo negro propôs e assumiu a interseccionalidade como uma referência essencial devido às múltiplas categorias de opressão vivenciados por mulheres negras  . De acordo com a feminista negra, Carla Akotirene, a interseccionalidade é uma forma metodológica de se pensar como as mulheres são atravessadas por múltiplas diferenciações. Já Luciana de Oliveira Dias ressalta que a interseccionalidade é uma perspectiva analítico-reflexiva que considera todos os eixos de opressão que podem incidir sobre um indivíduo a depender de seu pertentimento e posicionalidades. No que se trata das mulheres negras, a interseccionalidade revela sistemas de opressão que se entrecruzam, além do racismo revela o machismo, o sexismo, entre outras formas onde as opressões se encontram.    
"A interseccionalidade visa dar instrumentalidade teórico-metodológica à inseparabilidade estrutural do estrutural do racismo, capitalismo, e cisheteropatriarcado- produtores de avenidas identitárias em que mulheres negras são repetidas vezes atingidas pelo cruzamento e sobreposição de gênero, raça e classe, modernos aparatos coloniais" (AKOTIRENE, 2018, p.19).
"A interseccionalidade é uma conceituação do problema que busca capturar as consequências estruturais e dinâmicas da interação entre dois ou mais eixos da subordinação. Ela trata especificamente da forma pela qual o racismo, o patriarcalismo, a opressão de classe e outros sistemas discriminatórios criam desigualdades básicas que estruturam as posições relativas de mulheres, raças, etnias, classes e outras" (CRENSHAW, 2002. p. 177).   

## Brasil
"Enegrecendo o feminismo é a expressão que vimos utilizando para designar a trajetória das mulheres negras no interior do movimento feminista brasileiro. Buscamos assinalar, com ela, a identidade branca e ocidental da formulação clássica feminista, de um lado; e, de outro, revelar a insuficiência teórica e prática política para integrar as diferentes expressões do feminismo construídas em sociedades multirraciais e pluriculturais” (CARNEIRO, 2003: 118).
A história da organização das mulheres negras em defesa de seus interesses começa no século XIX com a criação de associações e irmandades e durante o século XX com a criação de organizações desde 1950, o ano em que o Conselho Nacional de Mulheres Negras foi fundado no Rio de Janeiro.
O feminismo negro surgiu no Brasil no final da década de 1970, a partir do processo de abertura política que permitiu a reorganização de movimentos sociais como o sindicalista, o estudantil e o movimento negro. Nas primeiras décadas do século XX as associações negras compreendiam a discriminação como um fenômeno que afetava a homens e mulheres na mesma medida. Nesse aspecto o feminismo negro foi fundamental ao trazer para o centro das discussões raciais a discriminação de gênero. Gradativamente as mulheres ampliaram sua participação dentro das associações negras, passando a ocupar cargos de liderança e protagonizando discussões que entrecruzam as questões raciais e de gênero, conquistando dessa forma, o reconhecimento das especificidades da condição feminina negra.[carece de fontes?]
No interior das organizações feministas, as mulheres negras também enfrentaram dificuldades no entendimento de que a questão racial marca a experiência social de mulheres negras de forma diferente de mulheres brancas. Compreendo as limitações de mobilização dentro das organizações feministas e negras tradicionais, as mulheres negras decidiram criar grupos independentes, nos quais poderiam protagonizar a luta anti-racista associada a de gênero dando origem aos primeiros Coletivos de Mulheres Negras na década de 1980. Desde então, os coletivos se multiplicaram e ampliaram suas frentes de ação.[carece de fontes?]

## Internet
A internet tem sido a principal ferramenta de discussão utilizada pelas ativistas no mundo. Isso se deve a facilidade de acesso a ela. Algo, que facilitou a criação e consolidação de redes entre coletivos e organizações feministas. Blogs como Blogueiras Feministas, Blogueiras Negras, Transfeminismo, Que nega é essa?, Não me Khalo e Escreva Lola Escreva, juntamente com as redes sociais e a descentralização da produção de conteúdos pelo fácil produção de conteúdo abriram caminho para que as feministas negras criassem uma ruptura com o racismo  e a ausência de representações positivas de pessoas negras na mídia. Multiplicam-se na rede textos, imagens e tutoriais que valorizam a estética negra através, por exemplo, da técnica de transição capilar em que é incentivado as mulheres a assumirem seu cabelo de forma natural, bem como dicas de produtos de maquiagem para peles negras, vestuário que tem inspiração na cultura africana e afro-brasileira e o surgimento e ampliação de espaços de lazer e cultura voltados especificamente para a juventude negra. Timidamente, as ciberativistas negras vem também conseguindo, por meio das plataformas digitais, que a grande mídia dê maior atenção às questões raciais e de gênero.[carece de fontes?]